# Ізраельсон Яків Ізраїлевич
Яків Ізраїлевич Ізраельсон (нар. 1856, м. Мітава (Єлгава), Латвія — 1926 (за іншими джерелами 1924), м. Лієпая) — вчений-орієнталіст (арабіст, гебраїст), історик.

## Біографія
У 1875 закінчив гімназію у м. Лібава. Навчався на факультеті східних мов Петербурзького університету за спеціальністю арабістика. Через національні обмеження не отримав в Санкт-Петербурзі академічного ступеню, тому деякий час працював дописувачем у журналі «Восход», вивчав семітські мови, спеціалізувався на арабо-єврейській літературі, учень Авраама Гаркаві. У 1883 отримав ступінь магістра.
Яків Ізраельсон багато років працював за кордоном, де співробітничав з французькими, німецькими і івритськими науковими виданнями. Після повернення до Росії займався журналістикою, був перекладачем, написав для «Енциклопедичного словника» Брокгауза і Єфрона ряд статей з єврейської і мусульманської історії і літератури. Працював секретарем Санкт-Петербурзької єврейської громади, брав участь у виданні Єврейської енциклопедії.
Ізраельсон був помічником філантропа Полякова, разом з яким приїхав до Києва. Зумів переконати російських гебраїстів І. Троїцького і П. Коковцева бути експертами під час процесу М. Бейліса.
Працював у Всенародній бібліотеці України бібліотекарем-спеціалістом (1919), з 1920 завідував підвідділом «Гебраїка-юдаїка», який займався збиранням, систематизацією і каталогізацією рукописів і книг на єврейських мовах (іврит, їдиш, ладіно, татська). Один із засновників і співробітник Єврейської (Жидівської, Гебраїстичної) історико-археографічної комісії ВУАН.
Після еміграції у 1922 до Брюсселя, допомагав Д. Хвольсону перекладати його праці з німецької на російську. Згодом у Франції — Й. Деренбургу в дослідженні іудео-арабських матеріалів.

## Наукова діяльність
Вивчав історію євреїв Східної Європи. Автор численних наук. праць з питань гебраїки.
Як знавець біблійно-талмудичної та рабиністичної літератури, займався аналізом релігійної експертизи. Ґрунтовна наукова праця з цього питання «Релігійна експертиза» залишилася в рукописі.
У журналі «Восход», де у 1903–1904 працював арабістом, видав російський переклад «Юдейської війни» Йосипа Флавія. У ньому він на написав вступ і переклав частини твору Йосипа Флавія «Проти Апіона».
Один з активних учасників видання російською мовою «Єврейської енциклопедії» (1908–1913).
Передав частину власної єврейської бібліотеки до ВБУ.